# China State Construction Engineering

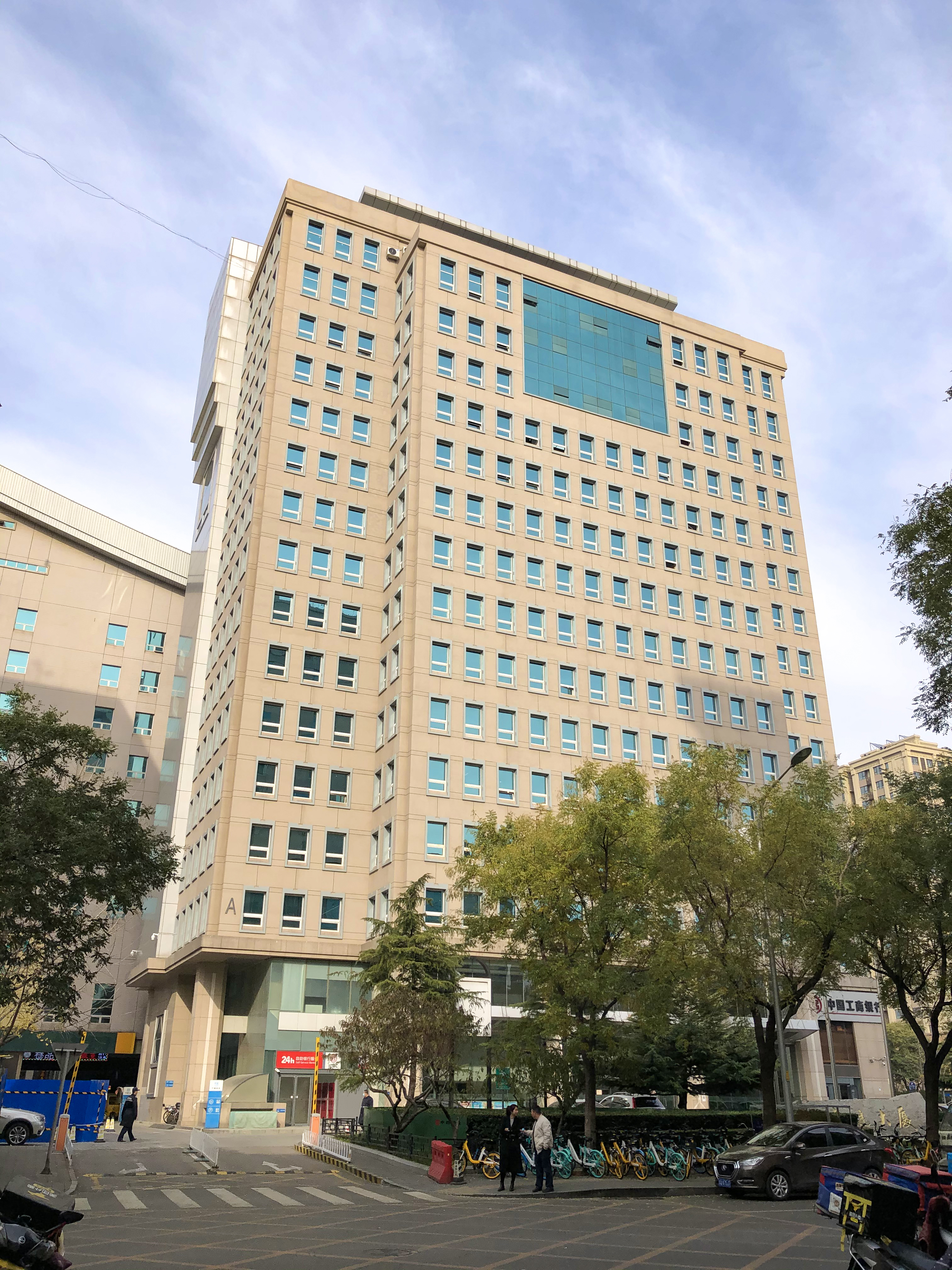
CSCEC-Building

De China State Construction Engineering Corporation (CSCEC, Vereenvoudigd Chinees: 中国 建筑工程 总公司, Traditioneel Chinees: 中國 建築工程 總公司, pinyin: zhōng guó jiàn zhù gōng chéng zǒng gōng sī) is het grootste bouwbedrijf ter wereld gemeten naar inkomsten en de op 13 na grootste algemene aannemer in termen van buitenlandse verkoop in 2016. In de Fortune Global 500 staat het bedrijf in 2017 op plaats 24.
De CSCEC werd in 1957 opgericht als staatsbedrijf. Al vroeg verkreeg het bedrijf een internationaal profiel met het bouwen van zware industrie en infrastructuur in Azië, Afrika en het Midden-Oosten. Het bedrijf opende eind jaren zeventig zijn eerste overzeese kantoor in Koeweit en brak mondiaal door toen het in 1985 de Amerikaanse markt betrad en een kantoor in Atlanta opende.
Het bedrijf is onderdeel van de SSE 50 Index en de CSI 100 Index van de Shanghai Stock Exchange en is ook opgenomen in de Hang Seng China 50 Index.

## Selectie van projecten
- 1989: Hindiyabarrage
- 1994: Stade des Martyrs
- 1995: Internationale luchthaven van Wuhan Tianhe
- 1996: Shun Hing Square
- 1998: Terminal 1 van de Internationale luchthaven Hongkong
- 1999: Grenada National Stadium
- 2008: Beijing National Aquatics Center
- 2008: Shanghai World Financial Center
- 2012: Burj Doha
- 2012: CMG Headquarters
- 2017: Ping An Finance Centre
- 2019: Grote moskee van Algiers